# Self Made (mini-série)
Pour les articles homonymes, voir Self Made.
Self Made : D'après la vie de Madame C.J. Walker (Self Made: Inspired by the Life of Madam C.J. Walker), ou simplement Self Made, est une mini-série dramatique en quatre épisodes d’entre 45 et 49 minutes, diffusée le 20 mars 2020 sur la plate-forme Netflix. Il s’agit de l’adaptation de la biographie On Her Own Ground d’A'Lelia Bundles (2001) relatant la carrière de sa grand-mère Madam C.J. Walker (1867-1919), première femme d'affaires afro-américaine à devenir millionnaire par elle-même.

## Distribution
Source et légende : version française (VF) sur RS Doublage

### Acteurs principaux
- Octavia Spencer (VF : Corinne Wellong) : Madam C. J. Walker / Sarah Breedlove
- Tiffany Haddish (VF : Amélia Ewu) : Lelia, la fille de Madam C. J. Walker
- Carmen Ejogo (VF : Déborah Claude) : Addie (en), l’ennemie de Madam C. J. Walker
- Garrett Morris (VF : Paul Borne) : Cleophus, le père de Charles Joseph Walker
- Kevin Carroll (VF : Serge Faliu) : Freeman Ransom, l’homme d’affaire
- J. Alphonse Nicholson (VF : Grégory Quidel) : John Robinson, le mari de Lelia
- Blair Underwood (VF : Namakan Koné) : Charles Joseph Walker, le mari de Madam C. J. Walker

### Acteurs secondaires
- Bill Bellamy (VF : Jean-Michel Vaubien) : Sweetness
- Mouna Traoré (VF : Daria Levannier) : Esther
- Zahra Bentham (VF : Vanessa Van-Geneugden) : Nettie Ransom
- Sydney Morton : Dora Larrie
- Karen Glave : Peggie Prosser
- Cornelius Smith Jr. : W.E.B. DuBois

## Production

### Genèse et développement
Le 10 novembre 2016, on apprend que la société de production Zero Gravity Management obtient les droits d'auteur du livre biographique On Her Own Ground d'A'Lelia Bundles racontant la carrière de sa grand-mère Madam C. J. Walker, première femme d'affaires afro-américaine à devenir millionnaire par elle-même, pour en faire une mini-série. Elle engage Nicole Asher en tant que scénariste et Kasi Lemmons en tant que réalisatrice, en passant Octavia Spencer, Christine Holder et Mark Holder en tant que producteurs.
En juillet 2017, Netflix donne sa carte blanche à la mini-série de huit épisodes. Les producteurs délégués sont LeBron James, Maverick Carter, Mark Holder, Christine Holder, Janine Sherman Barrois et Elle Johnson. Kasi Lemmons reste toujours réalisatrice, ainsi que productrice déléguée du premier épisode. Netflix s’associe avec SpringHill Entertainment et Zero Gravity Management.

### Tournage
Le tournage a lieu entre 26 juillet 2019 et 20 septembre 2019 au Canada, précisément à Mississauga en Toronto, Cambridge, Stratford et Saint Catharines à Ontario,,.

### Fiche technique
Sauf indication contraire, les informations mentionnées dans cette section peuvent être confirmées par la base de données cinématographiques IMDb,  présente dans la section « Liens externes ».
- Titre original et français : Self Made
- Réalisation : Kasi Lemmons et DeMane Davis
- Scénario : Nicole Jefferson Asher, Elle Johnson, Janine Sherman Barrois et Tyger Williams, d’après la biographie On Her Own Ground d’A'Lelia Bundles (2001)
- Direction artistique : Theresa Tindall et Shirin Rashid
- Décors : Britt Doughty
- Photographie : Kira Kelly
- Montage : Kathryn Himoff et Liza D. Espinas
- Casting : Kim Coleman
- Musique : Larry Goldings
- Production : Lena Cordina et DeMane Davis

Production déléguée : Maverick Carter, Christine Holder, Mark Holder, LeBron James, Elle Johnson, Kasi Lemmons, Janine Sherman Barrois et Octavia Spencer
- Sociétés de production : SpringHill Entertainment, Orit Entertainment, Wonder Street et Warner Bros. Television
- Société de distribution : Netflix
- Pays d'origine :  États-Unis
- Langue originale : anglais
- Format : couleur
- Genre : drame biographique
- Nombre d'épisodes : 4
- Durée : 45–49 minutes
- Date de première diffusion :
  - Monde : 20 mars 2020 sur Netflix

## Épisodes
1. Le Combat du siècle (The Fight of the Century)
2. Par ses propres moyens (Bootstraps)
3. La Walker Girl (The Walker Girl)
4. La Femme noire à l’honneur (A Credit to the Race)